# Peter Peyer
Peter Peyer (* 18. Dezember 1965; heimatberechtigt in Willisau) ist ein Schweizer Politiker (SP).

## Leben
Peter Peyer wuchs als Kind einer Arbeiterfamilie in Landquart auf. Nach dem Besuch der Handelsmittelschule in Chur erlangte er 1989 das Kindergartenlehrdiplom an der Bündner Frauenschule (heute: Pädagogische Hochschule Graubünden) in Chur. Nach Anstellungen als Kindergärtner in Domat/Ems, Zürich und Chur sowie verschiedenen anderen Tätigkeiten arbeitete Peyer von 2002 bis zu seiner Wahl in den Regierungsrat 2018 als Gewerkschaftssekretär beim Verband des Personals öffentlicher Dienste VPOD und anschliessend bei der Gewerkschaft des Verkehrspersonals SEV in Chur. Peter Peyer ist verwitwet und Vater von zwei erwachsenen Töchtern. Er lebt in Trin.

## Politik
Peter Peyer war bis 2018 Mitglied der Geschäftsprüfungskommission der Gemeinde Trin sowie der Geschäftsprüfungskommission der Region Imboden.
Von 2003 bis 2018 war Peyer Mitglied des Grossen Rates (Legislative) des Kantons Graubünden, wo er der Kommission für Wirtschaft und Abgaben sowie der Kommission für Staatspolitik und Strategie angehörte.
Bis 2018 war Peyer Hochschulrat an der Hochschule für Technik und Wirtschaft HTW in Chur (heute: Fachhochschule Graubünden) und Vorstandsmitglied der AHV-Ausgleichskasse Transport.
Mit seiner Wahl in den Regierungsrat (Exekutive) des Kantons Graubünden verteidigte er 2019 den Sitz des zurückgetretenen Martin Jäger. Er ist Vorsteher des Departements für Justiz, Sicherheit und Gesundheit. Nach seiner Wiederwahl 2022 folgte 2023 die Wahl zum Regierungspräsidenten.
In seiner Funktion als Vorsteher des Départements für Justiz-, Sicherheit- und Gesundheit ist Peyer Mitglied der Ostschweizer Gesundheitsdirektorenkonferenz (GDK-Ost) und Vorstandsmitglied der Gesundheitsdirektorenkonferenz Schweiz (GDK), der Justiz- und Polizeidirektorenkonferenz (KKJPD), der Fachdirektorenkonferenz Lotteriemarkt und Lotteriegesetz (FDKL), der Regierungskonferenz Militär, Zivilschutz und Feuerwehr (RK MZF), der Ostschweizer Justiz- und Polizeidirektorenkonferenz (OJPD), im Ostschweizer Strafvollzugskonkordat sowie des Verwaltungsrats der SwissDRG AG.